# Pochazoides asperata
Pochazoides asperata är en insektsart som beskrevs av Melichar 1904. Pochazoides asperata ingår i släktet Pochazoides och familjen Ricaniidae. Inga underarter finns listade i Catalogue of Life.